# Boa Vista do Ramos
Boa Vista do Ramos is een gemeente in de Braziliaanse deelstaat Amazonas. De gemeente telt 13.994 inwoners (schatting 2009).
De gemeente grenst aan Barreirinha, Maués, Itacoatiara en Urucurituba.